# Low in High School
Low in High School è l'undicesimo album in studio del cantautore britannico Morrissey, pubblicato il 17 novembre 2017 dalla BMG.
Il disco, in collaborazione con la Etienne Records, l'etichetta di proprietà dello stesso Morrissey, è stato pubblicato in versione CD, vinile colorato, cassetta (in edizione limitata) e formato download digitale.

## Realizzazione
Prodotto da Joe Chiccarelli e composto dallo stesso Morrissey, in collaborazione con i musicisti della sua band, l'album è stato registrato presso gli studi Fabrique di Saint-Rémy-de-Provence, nel sud della Francia e in quelli romani del Forum Music Village, di proprietà di Ennio Morricone.
Il primo singolo estratto dall'album, dal titolo Spent the Day in Bed, è stato pubblicato il 19 settembre 2017. Il 24 ottobre è uscito I Wish You Lonely, secondo singolo tratto dal suo nuovo album.

## Copertina
La copertina del disco è stata realizzata da Tony Molina. Nella foto utilizzata sulla copertina, è ritratto un ragazzino (con indosso una maglietta con il nome del cantante) in posa davanti al cancello di Buckingham Palace, con in mano un’accetta ed un cartello con la scritta Axe the Monarchy. Il bambino (Max) è figlio di Mando Lopez, bassista di Morrissey, e di Linder Sterling, storica amica dello stesso Morrissey.
Alcune fonti vicine al cantante hanno riportato la notizia secondo cui alcuni negozi di dischi britannici si sarebbero rifiutati di commercializzare l'album, e che un distributore abbia invitato l'etichetta BMG a riconsiderare l’opzione di stamparlo con questo artwork definendolo "offensivo".

## Tracce
1. My Love, I'd Do Anything for You – 4:43
2. I Wish You Lonely – 2:59
3. Jacky's Only Happy When She's Up on the Stage – 5:56
4. Home Is a Question Mark – 4:00
5. Spent the Day in Bed – 3:31
6. I Bury the Living – 7:25
7. In Your Lap – 4:36
8. The Girl from Tel-Aviv Who Wouldn't Kneel – 4:57
9. All the Young People Must Fall in Love – 3:37
10. When You Open Your Legs – 3:17
11. Who Will Protect Us from the Police? – 4:05
12. Israel – 5:56

## Formazione
- Morrissey – voce
- Boz Boorer – chitarra
- Jesse Tobias – chitarra
- Mando Lopez – basso
- Matt Walker – batteria
- Gustavo Manzur – tastiere, percussioni